# 百分位排名
在统计学中，给定数据的百分位排名或称百分位等级(PR)是其次數分布中，小于该数值的数据的百分比。其数学公式为
{\displaystyle PR={\frac {CF-(0.5\times F)}{N}}\times 100,}
其中CF —累積次數— 是小于或等于感兴趣数值的所有数据的计数，F是感兴趣数值的次数，N是分布中分数的数量。或者，如果CF '是小于感兴趣分数的所有数值的计数，则
{\displaystyle PR={\frac {CF'+(0.5\times F)}{N}}\times 100.}

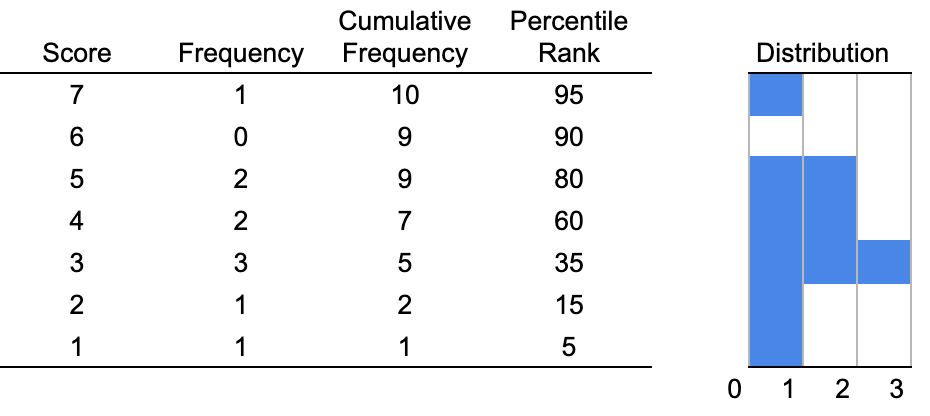
10 个分数分布的百分位数排名 (PR)

该图说明了百分位排名计算，并显示了公式中的 0.5 × F项如何确保百分位排名反映小于指定分数的分数百分比。例如图中的10个分数，60%在4分以下（5个小于4，两个一半等于4），95%在7以下（9个小于7，一半为4）一个等于 7)。有时，一个分数的百分位等级被错误地定义为低于或等于它的分数的百分比，但这需要不同的计算，其中 0.5 × F术语已删除。通常百分位排名仅针对分布中的分数计算，但如图所示，也可以针对次數为零的分数计算百分位排名。例如，90% 的分数小于 6（9 个小于 6，没有一个等于 6）。
在教育测量中，通常出现在分数报告中的一系列百分位排名显示了应试者的“真实”百分位排名可能出现的范围。“真实”值是指如果测试过程中没有随机错误，应试者将获得的排名。

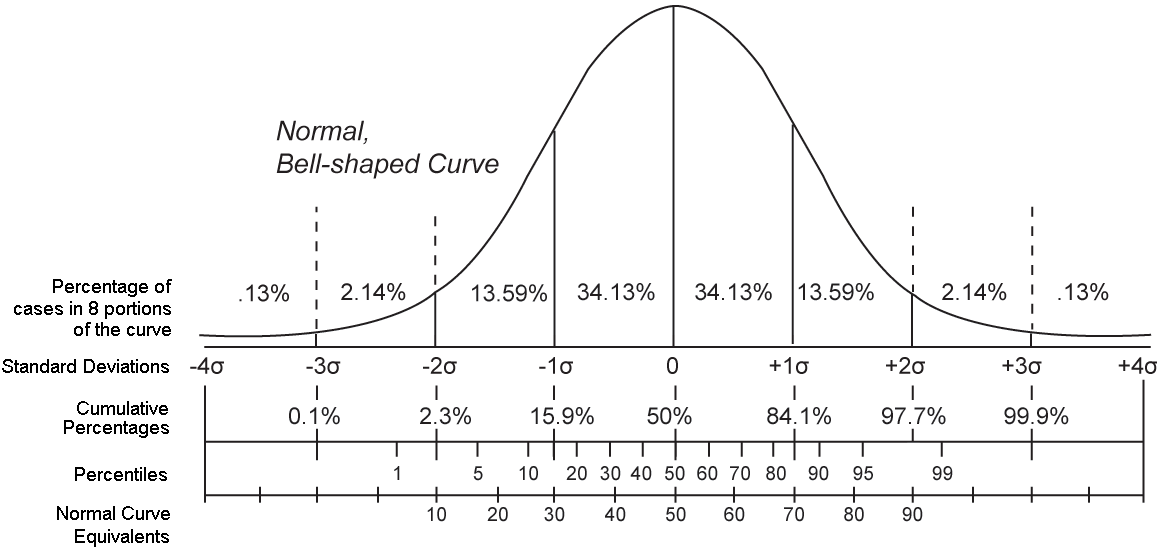
与正态曲线等效值(NCE) 相比的百分位等级（PR 或百分位）

百分等级通常用于阐明标准化测试分数的解释。对于测试理论，原始分数的百分位等级被解释为常模组中分数低于感兴趣分数的考生的百分比。
百分位等级不是等距的；也就是说，任何两个分数之间的差异不同于百分位等级差异相同的任何其他两个分数之间的差异。例如，由于分布的钟形曲线形状， 50 − 25 = 25与60 − 35 = 25的距离不同。某些百分位等级比其他百分位等级更接近某些等级。百分等级 30 在钟形曲线上比 20 更接近 40。如果分布呈正态分布，则可以从标准分数推断出百分等级。